# 몰디브의 부통령

몰디브의 국장

몰디브의 부통령은 몰디브의 대통령을 보조하는 자리이다. 몰디브 정부 행정부 내에서 몰디브 대통령에 이어 두 번째로 높은 공직자이자 대통령 계승 서열 1위다. 부통령은 대통령과 함께 직접 선출되며 임기는 5년이다.
이브라힘 무하마드 디디(Ibrahim Muhammad Didi)가 초대 부통령으로 임명되었고, 모하메드 와히드 하산(Mohammed Waheed Hassan)이 초대 부통령으로 선출되었다.
부통령은 대통령의 사망, 사임 또는 해임 시 대통령직을 승계하는 첫 번째 사람이다.
현재 공직자는 2023년 11월 17일 취임한 후세인 모하메드 라티프(Hussain Mohamed Latheef)이다.